# Burgess (Missouri)
Pour les articles homonymes, voir Burgess.
Burgess est un village du comté de Barton, dans le Missouri, aux États-Unis,. Situé à l'ouest du comté, il est incorporée en 1893.

## Démographie
Lors du recensement de 2010, la ville comptait une population de 57 habitants. Elle est estimée, en 2016, à 55 habitants.

## Source de la traduction
- (en) Cet article est partiellement ou en totalité issu de l’article de Wikipédia en anglais intitulé « Burgess, Missouri » (voir la liste des auteurs).